# The Tomb of Dracula
The Tomb of Dracula é um série de história em quadrinhos do gênero terror publicado pela Marvel Comics de abril de 1972 a agosto de 1979.